# Ribeirão Itoupava
O ribeirão Itoupava é um curso de água do estado de Santa Catarina, no Brasil. Localiza-se inteiramente no município de Blumenau.